# Noite de tunas de Oeiras
Usualmente em Junho, o Grupo de Serenatas da FMH - GSFMH organiza a Noite de Tunas de Oeiras, em parceria com o Município de Oeiras, na Estação Agronómica Nacional - Casa da Pesca, integrado nas festas do concelho. Este evento, iniciado em 1994, tem entrada livre por tradição e o local onde decorre é de uma beleza assombrosa.